# Hokuetsu Express
La Hokuetsu Express Co., Ltd. (北越急行株式会社, Hokuetsu Kyūkō Kabushiki-gaisha) est une compagnie de transport de passagers qui exploite une ligne ferroviaire dans la préfecture de Niigata au Japon. Son siège social se trouve dans la ville de Minamiuonuma.

## Histoire
La compagnie a été fondée le 30 août 1984.
De mars 1997 à mars 2015, la compagnie exploitait les services express Hakutaka entre les gares de Kanazawa et d'Echigo-Yuzawa, permettant le meilleur temps de trajet entre Tokyo et Kanazawa (via la ligne Shinkansen Jōetsu). Avec l'ouverture de la ligne Shinkansen Hokuriku, ce service est devenu inutile, et la compagnie n'exploite plus que des trains omnibus et rapides

## Lignes
La compagnie possède une seule ligne, la ligne Hokuhoku.
| Ligne          | Nom japonais | Terminus             | Longueur (km) | Gares |
| -------------- | ------------ | -------------------- | ------------- | ----- |
| Ligne Hokuhoku | ほくほく線   | Muikamachi - Saigata | 59,5          | 12    |

## Materiel roulant
La compagnie utilise des trains de série HK100. Jusqu'en 2015, elle a aussi utilisé des trains série HK681 et HK683 pour les services express Hakutaka.

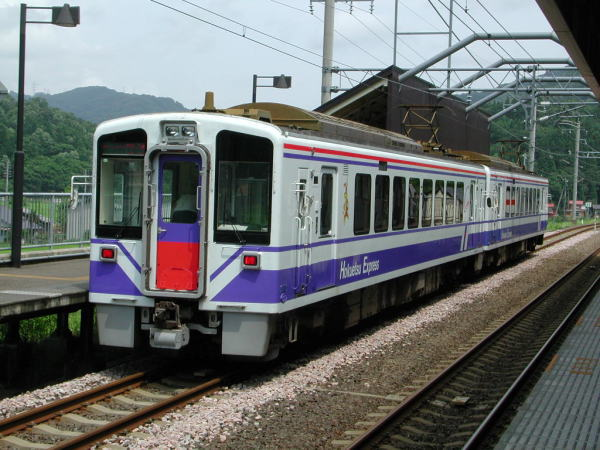
Série HK100
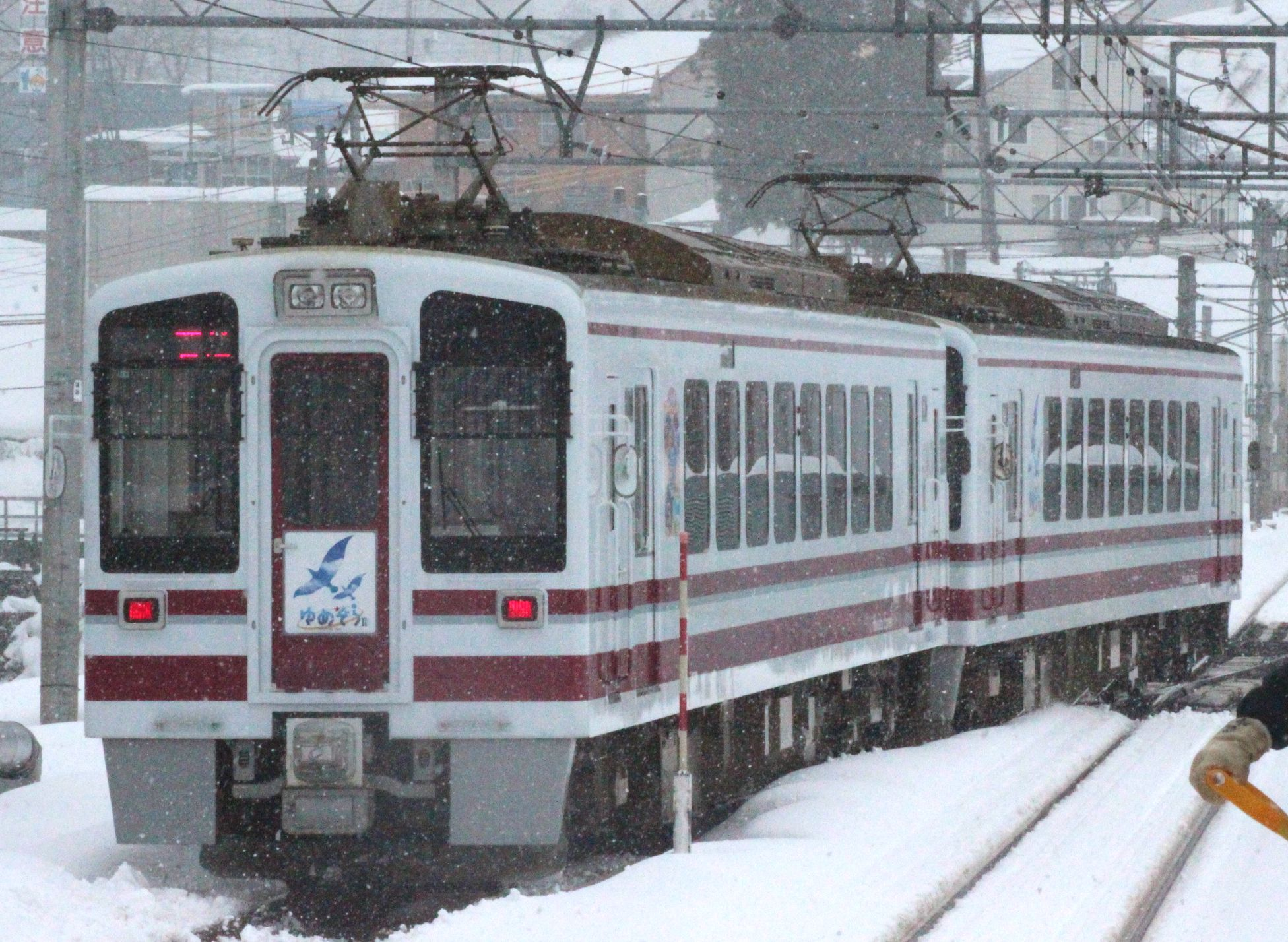
Série HK100 Yumezora
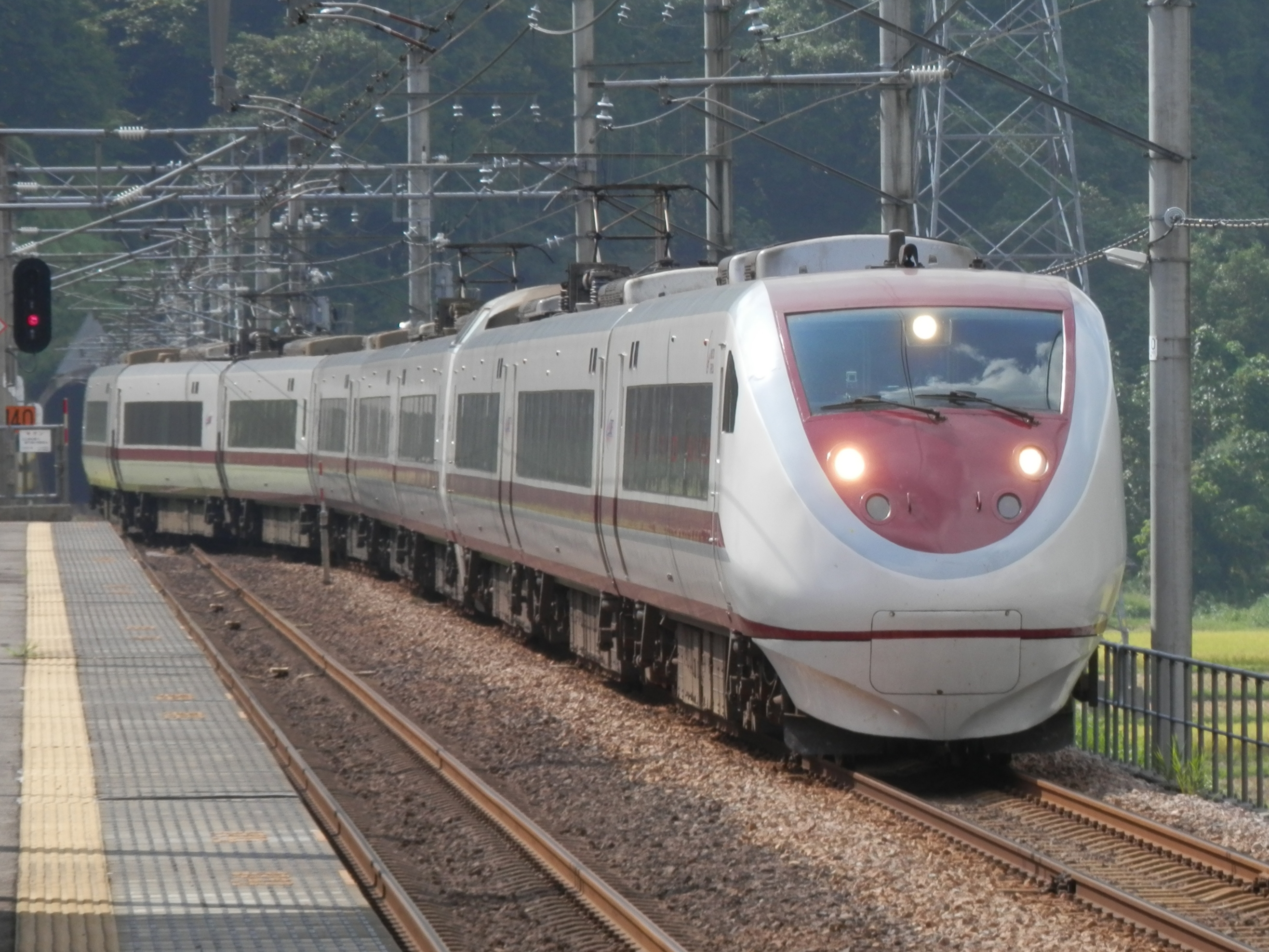
Série HK681 Hakutaka
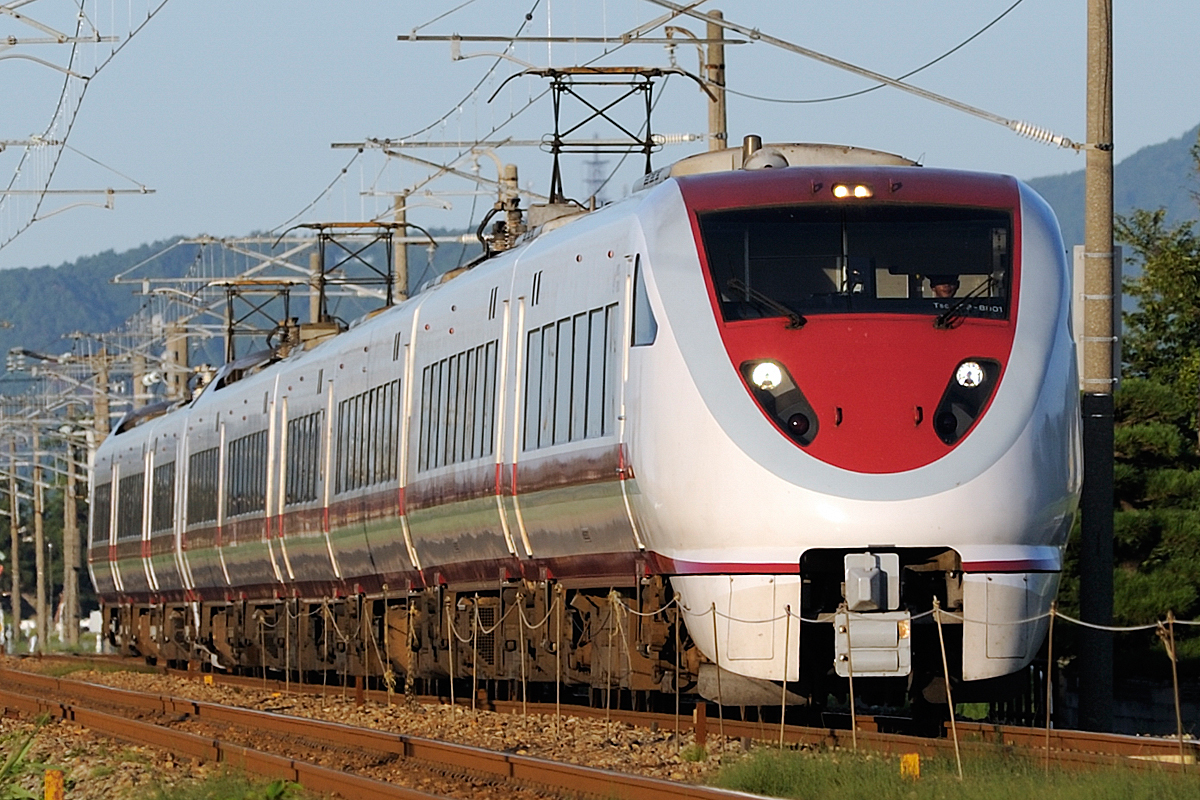
Série HK683 Hakutaka